# Seznam technologií společnosti AMD
Seznam technologií firmy AMD je přehled jednotlivých technologií firmy Advanced Micro Devices (zkráceně AMD) a odkoupené firmy ATI.

## Šetření energie

### Cool'n'Quiet
Funkce na šetření energie spotřebované procesorem. Využívá snížení násobiče až na minimální 5× a snížení napětí až na minimální 0,9 V. Vychází z technologie PowerNow!. A jako druhotnou funkci má sledování otáček ventilátoru a s tím úměrnou hlučností a nastavování otáček ventilátoru podle nastaveného profilu, který snímá teplotu procesoru a podle toho určuje otáčky ventilátoru. Běžně se udávají procenta ze 100% otáček.

### Optimized Power Management
- Technologie na šetření energie spotřebované procesorem. Začala se používat u Opteronů a vychází z PowerNow!.

### PowerNow!
Funkce na šetření energie spotřebované procesorem. Nejdřív byla zabudována do procesorů určených pro mobilní zařízení (notebook atd). Šetření dosahuje pomocí zabudované sledovací jednotky s předdefinovanými profily PState, díky kterým nastavuje u procesoru na příslušnou frekvenci, definované napětí. Snižování napětí je pouze o takový rozdíl, aby při dané frekvenci byl procesor stále 100% stabilní. Změna frekvence se mění pomocí změny násobiče procesoru.

#### PowerNow! 1.0
Poprvé se technologie objevila v procesorech AMD K6-2E+ a K6-IIIE+. Přepínání PState režimů bylo pouze programové (software) přes I/O, to bylo pomalé a technologicky zastaralé. Změna násobiče byla možná i o více než 1× násobič (1 krok), to mohlo způsobovat při velkých frekvenčních rozdílech nestabilní stavy, díky rozsynchronizovaní interního generátoru frekvence. Proto bylo potřeba pro stabilizaci generátoru a procesoru určitý čas neměnit frekvenci.

#### PowerNow! 1.2
Vylepšená verze původní technologie. Objevila se poprvé u procesorů AMD Athlon 4, Mobile Athlon XP-M a Mobile Duron. Přepínaní PState režimů bylo ovládáno programově přes MSR, které bylo rychlejší a technologicky modernější. Změna násobiče stále byla možná o více než jeden krok.

#### PowerNow! 1.4
Vylepšená verze technologie. Objevila se poprvé u jádra AMD K8 (AMD Athlon 64 atd...). Přepínání PState režimů bylo stále přes MSR. Změna násobiče je možná už jenom o 1 krok, to umožnilo rychlejší změny frekvence a lepší šetřící funkce. Nevýhodou byla nemožnost nastavit násobič na minimální hodnoty 5× až 7× u některých modelů procesorů.

### Stop Grant / Halt
- Technologie na šetření spotřeby pomocí snížení frekvence a odebíraného proudu, bez vlivu na hodnotu napětí. Při nevytížení procesoru, sledovací obvody podtaktují procesor na minimální frekvenci, to sníží spotřebu proudu. Technologii nelze detekovat a ani nijak ovlivnit.
- U procesorů Athlon XP a 64 se vnitřní frekvence může snížit až na jednotky MHz.[1]

## 3D – Charisma Engine

### 3D – Charisma Engine II
- Druhá verze technologie
- Jeho součástí je: SmartShader, SmoothVision, HyperZ II a další

## 3Dc
- Technologie na kompresi.

## Enhanced 3DNow!
- Technologie na zpracování a akceleraci některých multimediálních formátů.[1]

- Původní jméno technologie je 3DNow!, později byla vylepšena a jméno bylo upraveno.

## AMD APP / AMD FireStream
- APP = Accelerated Parallel Processing
- Jde o programovací prostředí pro grafiky a možnost využití jejich výkonu k výpočtům. Dnes už staví na otevřeném programovacím jazyku OpenCL. Mnohdy se o ní mluví jako o akceleraci pomocí GPU.
- AMD APP bylo původně vyvíjeno pro profesionální segment s využitím profesionálních grafických karet AMD FireGL a proto nebyla ze začátku dostupná pro veřejnost. To se časem změnilo díky reakci na konkurenční prostředí CUDA společnosti NVIDIA. APP byla uvolněna pro veřejnost a dnes je součástí akcelerace přes GPU jednotku či jednotky a našla si velké využití u procesorů Ontario a Zacate, které mají IGP.
- AMD APP se využila např. při tvorbě filmu Sin City.
- Pro využití služby AMD APP je třeba  mít nainstalován ovladač ATI AVIVO video converter.
- Konkurence je CUDA od společnosti nVidie.

- Známé aplikace podporující APP:
  - CyberLink PowerDirector v7 a v8
  - Roxio Creator 2010
  - Adobe Flash 10.1
  - atd

- Dříve používala uzavřený jazyk Close to Metal.
- Původní název je ATI Stream nebo ATI FireStream.

## ATI Avivo HD
- Technologie slouží k akceleraci videa a přidání dodatečných filtrů na úpravu obrazu (změna kontrastu, vyhlazení atd...).

## AMD-V
- = AMD Virtualization
- Technologie pro virtualizaci. Jedná se o hardware podporu pro virtualizační programy, využívá se při virtualizaci více systémů na jednom hlavním systému. Jádro AMD K10 obsahují všechny AMD-V, jádro AMD K8 pouze některý.

## AMD64
- AMD64 (též x86-64, konkurenční EM64T společnosti Intel, IA-32E) je v informatice označení generace 64bitových procesorů pro počítače IBM PC kompatibilní. Procesor je zpětně kompatibilní s 32bitovou (viz IA-32) a 16bitovou architekturou (viz x86), a proto se na IBM PC prosadil. Procesory jsou obdobně jako předchozí generace realizovány interně jako RISCová architektura emulující pomocí mikrokódu architekturu CISC. Byla uvedena společně s novými jádry AMD K8.
- Technologie společnosti AMD AMD64 a konkurenční společnosti Intel EM64T není úplně kompatibilní, ale jedná se o odchylky v nedůležitých částech kódu/návrhu CPU.[1]

- Obecně se ujal častěji pojem x86-64, který je taky původním názvem během vývoje.[1]

## AMD Live!
Technologie pro multimediální PC.

## CrossFireX
- Technologie byla vytvořena pro spolupráci více grafických karet (GPU) najednou v jednom PC. CFX umožňuje zapojit až 4 GPU najednou. Jsou podporovány grafické karty osazené 1 nebo 2 GPU.
- Poslední 2 roky pracuje AMD na této technologii intenzivně, díky tomu se škálování hlavně u zapojení 2 GPU často pohybuje už na 200% výkonu 1 GPU.
- Konkurence SLI od nVidie.

## Eyefinity
Technologie vytvořená pro zapojení více monitorů najednou a vytvoření větší pracovní plochy. Je podporováno až 6 monitorů při různorodých kombinací, rozložení i rozlišení.

## Fast Z Clear
Část HyperZ, slouží k efektivnějšímu využití Z-bufferu, umožňuje vymazat (vyčistit) celý bloky grafické paměti po každém snímku, pro využití u dalšího snímku.

## HD3D
- Umožňuje spustit 3D obraz na monitoru s podporou 3D.
- Podpora od Catalyst 10.4

### Podporovaný HW
- Grafické karty
  - Radeon™ HD 6990, Radeon™ HD 6970, Radeon™ HD 6950, Radeon™ HD 6870 a Radeon™ HD 6850
  - Radeon™ HD 5970, Radeon™ HD 5870, Radeon™ HD 5850, Radeon™ HD 5830, Radeon™ HD 5770, Radeon™ HD 5750, Radeon™ HD 5670, Radeon™ HD 5570, Radeon™ HD 5550 a Radeon™ HD 5450
- Notebook
  - Acer HS244HQ
  - HP Envy 17 3D with ATI Mobility Radeon™ HD 5850
  - Lenovo IdeaPad y560d with ATI Mobility Radeon™ HD 5730
  - MSI Wind Top AE2420 All-in-One with ATI Mobility Radeon™ HD 5730
- 3D televize
  - LG: 47LX9500, 55LX6500 a 55LX9500
  - Mitsubishi: WD-65738, WD-65838 ,WD-73738, WD-73838, WD-82738 a WD-82838
  - Panasonic: PS50C7705, PS63C7705, TC-P50VT25 a TC-P54VT25
  - Samsung: LN46C750, LN55C750, PN50C490B3D, PN50C680G5F, PN50C7000YF, PN50C8000YF, PN58C680, PN63C8000YF, PN58C8000YF, UN40C7000WF, UN46C7000WF, UN46C9000, UN55C7000WF, UN55C7000XF a UN55C9000
  - Sharp: LC52LE925UN a LC60LE925UN
  - Sony: KDL-46HX800, KDL-55HX800, XBR-46HX909, XBR52LX900 a XBR60LX900
- 3D projektory
  - BenQ: MP626, MP776, MP777, MP772 ST a MP782 ST
  - Dell: M210X, M410HD a S300
  - Infocus: DepthQ-WXGA-HD, IN102, IN104, IN2116 a IN3116
  - Mitisubishi: EW270U, EX240U, XD221U, XD280U a XD600U
  - Optoma: HD66, HD67 a PRO350W
  - Sharp: PG-D2500X, PG-D3010X a PG-D45X3D
  - Viewsonic: PDJ5111-3D, PDJ6210-3D, PDJ6211, PDJ6220-3D, PDJ6221, PDJ6241, PDJ6251, PDJ6381 a PJD6531W
- 3D brýle
  - Acer Shutter Glasses dodávané s Acer HS244HQ
  - LG 3D Glasses (AG-S100) s podporovanými LG 3D TV
  - Panasonic 3D Glasses (TY-EW3D2MU, TY-EW3D2SU) s podporovanými Panasonic 3D TV
  - Samsung 3D Glasses (SSG-2200AR/ZA) s podporovanými Samsung 3D TV
  - Sharp AN3DG10S s podporovanými Sharp 3D TV
  - Sony 3D Glasses (TDGBR100) s podporovanými Sony 3D TV
  - Viewsonic Shutter glasses dodávané s monitorem Viewsonic V3D241wm-LED
  - XPand: X102 (spolupracují s projektory s podporou DLP linky), X103 (s podporovanými 3D LCD TV, 3D DLP TV, 3D Plazmovými TV) a X103x (s notebookem HP Envy 17 3D Notebook)

### Podporované hry
- Batman: Arkham Asylum
- Call of Duty 4: Modern Warfare, Call of Duty: World at War a Call of Duty: Modern Warfare 2
- Dragon Age: Origin
- Far Cry 2 DX9
- Fear 2
- Left 4 Dead 2
- Mass Effect 2
- Mirror's Edge
- Resident Evil 5
- Wolfenstein (2009)
- World of Warcraft

## Hierarchical Z-Buffer
- Část HyperZ, pomocí který se odstraňují pixely nebo plochy, které nebudou viditelné na obrazovce.

## Hybrid Graphics
- Propojení iGPU a GPU přes technologii CrossFire

## HyperMemory
- Slouží pro zpřístupnění operační paměti přes PCI-E pro GPU a díky tomu může dojít k zvýšení výkonu GPU. Přínos je hlavně jenom u IGP.

## HyperTransport
- Zkráceně HT, neplést s technologií HyperThreading od společnosti Intel.
- Sběrnice nahradila zastaralou a pomalou sběrnici FSB. Byla uvedena společně s novými jádry AMD K8. Frekvenci sběrnice určuje násobič krát základní frekvence (někdy stále nesprávně označována jako FSB), při uvedení byla frekvence 0,8 nebo 1 GHz. Násobič lze většinou upravit v BIOSu v pokročilém režimu.[1]

- Původní pracovní název Lightning Data Transport (zkráceně LDT).[1]

## HyperZ
- Technologie pro zvýšení výkonu GPU, díky lepšímu využití propustnosti paměťového subsystému, odstranění zbytečných operací s daty a optimalizace renderovacího procesu. Tvoří ji tři základní části: Z Compression, Fast Z Clear a Hierarchical Z-Buffer. Spolupracuje i s T&L engine – Charisma Engine.

## NX Bit
- NX bit slouží jako ochrana před spuštěním škodlivého kódu (viru) umístěného v operační paměti. Procesory s podporou této technologie umí rozeznat, v které části paměti je program a v které data, která nemají být spouštěna jako program.

## PowerTune

### PowerTune 1
Technologie se stará o dynamické podtaktování, díky tomu lze při zachování nastaveného TDP zvýšit výkon, případně snižovat spotřebu. Udávaná frekvence je při zatížení GPU a nepřekročení TDP. Při překročení TDP dojde k poklesu frekvence pro dodržení TDP. A opačně při nepřekročení TDP a plném zatížení GPU se GPU přetaktuje na maximální frekvenci.

### PowerTune 2
Kromě podtaktování je povoleno i mírné přetaktování při zachování nastaveného TDP.

## SmartShader
- = ATI SmartShader

### SmartShader 2.0
- Technologie podporuje kompletní hardware akceleraci API DirectX 9.0 přes programovatelný vertex a pixel jednotky.
- Plná hardware podpora API OpenGL

### SmartShader HD
- Podporuje DirectX 9.0
- Vertex jednotky 2.0
  - Vypočítá až 65 280 instrukcí během 1 cyklu
  - Spočítá trigonometrickou operaci během 1 cyklu
- Pixel jednotky 2.0
  - Vypočítá až 1536 instrukcí během 1 cyklu
  - Nanese až 16 textur během 1 cyklu
  - Obsahuje F-Buffer druhé generace
  - Obsahuje 23 dočasných a pevných registrů
  - Podporuje 32, 64 a 128bitovou barevnou hloubku
  - Podporuje Multiple Render Target (MRT)

## SmoothVision
- ATI Smooth Vision
- Technologie pro zlepšení kvality obrazu pomocí využití AA (vyhlazování hran) a TF (texture filtering = vyhlazování textur).
  - Součástí TF je AF (anistropic filtering)

### Smooth Vision 2.1
- Zlepšuje kvalitu fotografií díky vyhlazování nerovných (zubatých) hran, zlepšené rozmazávání a refining detailů na pozadí během pohybu na obrazovce i při nižším rozlišení.
- Vliv této technologie lze nastavit v VISION Engine Control Center

### SmoothVision HD
- Podpora AA v režimu 2×, 4× a 6×
- Podpora AF v režimu 2×, 4×, 8× a 16×
- Rozšířený algoritmus pro bilineární a trilineární filtry
- Bezztrátová barevná komprese je až 6:1
- Podporuje až 128násobné filtrování textur
- Obsahuje 3Dc kompresi
  - Normal Map komprese je až 4:1
  - Podporuje zpracování dvousložkovými formáty dat

## TruForm (N-Patch)
TruForm je grafická technologie textur vytvořená firmou ATI, slouží pro zjemnění hran a je podporována grafickými kartami kompatibilními s API DirectX 8 a OpenGL. Ale nejedná se o specifikaci jmenovaných API. Dnes už není podporována PC hrami. Z části se jedná o prvotní implementaci technologie podobné telesaci.

## Turbo core
- Turbo core 1.0
  - Technologie vyvinutá společně s prvními nativními 6 jádrovými procesory AMD Phenom II. Umožňuje při zatížení 3 a méně jader přetaktovat procesor o 400 nebo 500 MHz podle modelu, ale vždy všechny 3 jádra najednou. Díky této úpravě se zvedl výkon v 1 až 3 vláknových aplikacích, ale nebyla to nejúspornější technologie.
  - Doba kdy má docházet k přetaktování se řídí podle maximálního TDP daného výrobcem, měří se dodávaný proud do CPU a díky známému napětí se vypočítá aktuální odběr a měří se i zatížení jader.
- Turbo core 2.0
  - Další verze, která je použita u procesorů Buldozer. Umožňuje už jemnější kroky zvyšování frekvencí při zatížení většiny a míň jader. Díky tomu je úspornější, ale taky dovoluje zvýšit výkon u aplikací, které umí využít menší počet jader (třeba 2, 4).
- Konkurent je Turbo Boost od firmy Intel.

## UVD
- Umožňuje akceleraci videa atd... pomocí GPU.

## Video Shader
- Akcelerace dekódování a kódování formátů MPEG 1, 2 a 4
- Podporuje DXVA

## Z Compression
Část HyperZ, která se stará pomocí algoritmuso bezeztrátovou kompresi k zvýšení propustnosti paměťového subsystému GPU.